# Perla nera (telenovela)
Perla nera (Perla Negra) è una telenovela argentina del 1994-1995 prodotta da Raúl Lecouna per il canale televisivo Telefe. Nei ruoli principali era interpretata da Andrea del Boca, Gabriel Corrado, Millie Stegmann, María Rosa Gallo, Norberto Díaz, Cecilia Maresca e Henry Zakka.
Questa telenovela è stata girata negli studi della Sonotex di Martinez, nella provincia di Buenos Aires, che all'epoca appartenevano a Lecouna. La storia è stata scritta da Enrique Torres e diretta da Nicolás del Boca, padre di Andrea. È stata trasmessa in diversi paesi del mondo, tra i quali la Spagna, dove è stata trasmessa da TVE 1, e l'Italia, dove è stata trasmessa da Retequattro in anteprima mondiale.
Nel 2007 Andrea del Boca annunciò pubblicamente che avrebbe realizzato un sequel di questa telenovela, che doveva avere per protagonista lei e Saúl Lisazo, un attore argentino molto famoso in Messico. Ma poco dopo il progetto fallì per mancanza di fondi. Andrea del Boca chiese al governo di Cristina Kirchner di finanziare il progetto tramite la televisione pubblica argentina Canal 7. L'emittente avrebbe dovuto finanziare il progetto nel 2011, cosa che però non avvenne.

## Trama
Perla è una ragazza cresciuta in un collegio dove è stata abbandonata alla nascita, accompagnata da ventuno perle nere. In istituto Perla cresce assieme all'amica Eva e le due ragazze finiscono per volersi bene come sorelle. Eva appartiene ad un'importante famiglia aristocratica Monaldi della Torre: alla morte dei suoi genitori, che sono deceduti in un incidente, viene mandata in un collegio perché la nonna paterna pensa che la tragedia sia stata causata dalla piccola che giocava dentro la macchina.
L'unica persona che nonostante le distanze dall'ambito familiare si occupa di Eva pensando a lei sia moralmente che economicamente è suo nonno.
Le due ragazze crescono all'interno del collegio e insieme sono felici perché una compensa l'altra.
Perla, la più scalmanata tra le due, risulta essere un vero supporto per Eva, soprattutto quando quest'ultima un giorno per caso incontra un bellissimo ragazzo dai profondi occhi blu di nome Tomàs. Questi con la sua formidabile abilità di seduttore circuisce Eva dicendole di amarla profondamente e la ragazza ignara del fatto che lui volesse solo approfittare della situazione per portarla a letto cade nella sua rete e si abbandona tra le sue braccia.
Perla non crede a Tomàs e gli intima di non fare del male alla sua amica ma a sorpresa si scopre che Eva rimane incinta...

## Sigla
In Italia la sigla di Perla nera è totalmente differente da quella mandata in onda in Argentina. Infatti anche il brano introduttivo è diverso: la sigla iniziale in Argentina è accompagnata dalla canzone El Amor, cantata dalla stessa Andrea del Boca; in Italia, invece, come sigla iniziale e finale, è utilizzato il brano Your Song cantato da Amii Stewart (versione Retequattro), e il brano Ho voglia d'innamorarmi cantato da Francesco Baccini (versione Vero Capri, Rai Premium, Canale 77 in Rosa, Lady Channel, Tv2000 e Donna TV).